# 韋德梅日克山
48°25′56.2″N 24°21′39.6″E / 48.432278°N 24.361000°E

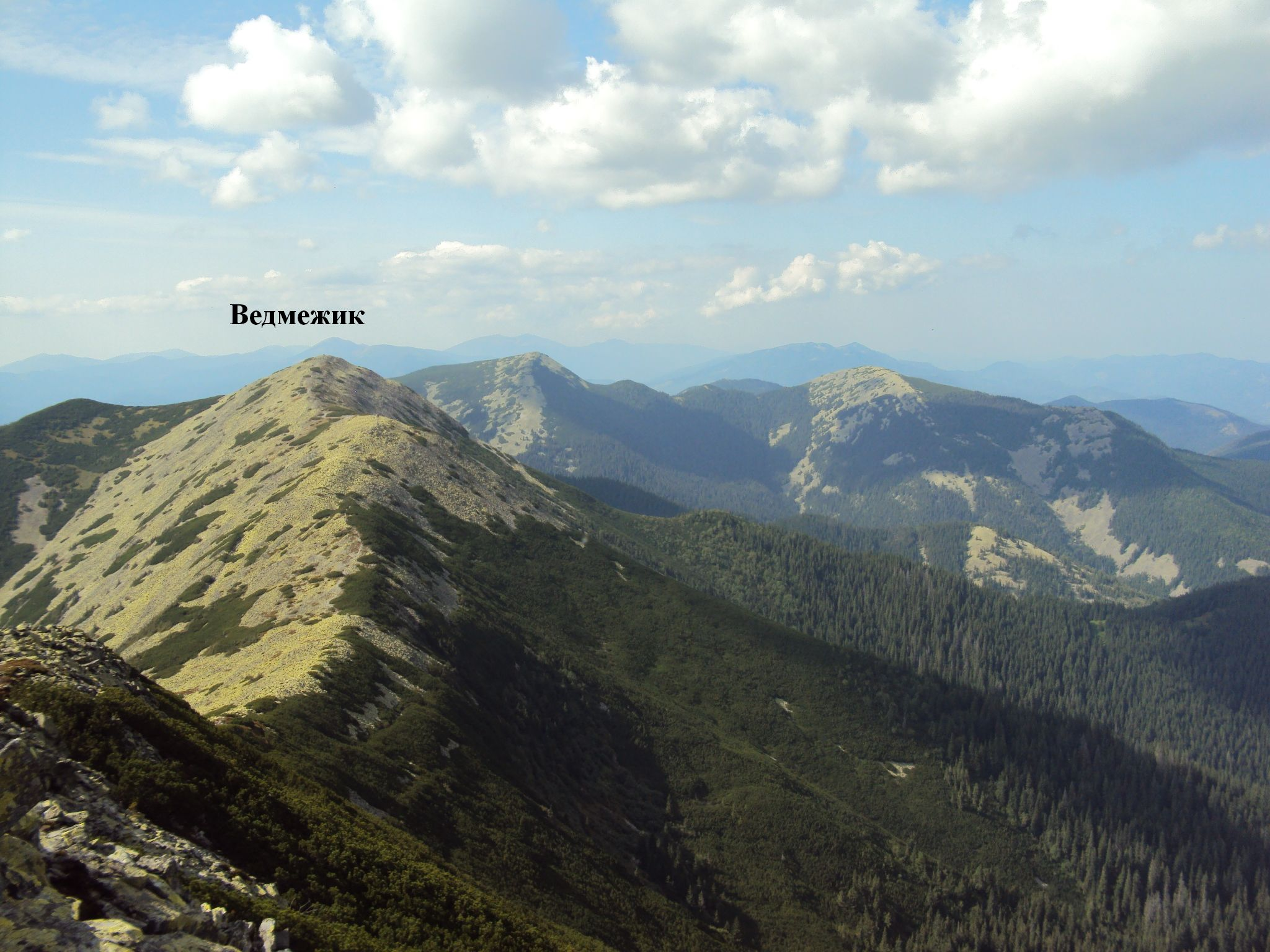

韋德梅日克山是烏克蘭的山峰，位於該國西部，處於伊萬諾-弗蘭科夫斯克州，屬於烏克蘭喀爾巴阡山脈中戈爾加內山脈的一部分，海拔高度1,737米。